# 速记

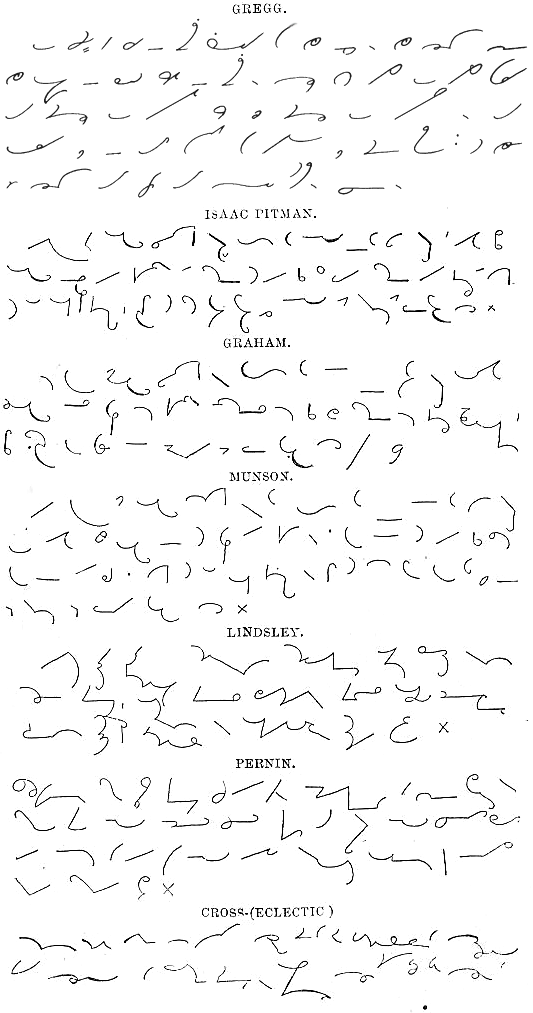
使用19世纪的格雷格速記法写作的主祷文

速记（英語：Shorthand）是一种用符号快速记录语言的方法，通过速记符号记录的音节信息，并利用缩略符号提高记录效率。速记完成后，需要将速记内容翻译成正常的文字。速记的速度一般可达到每分钟160-400字，因此在许多如在需要现场记录语言的场合都有过应用案例，例如法庭记录、新聞及会议采访、课堂笔记等。在1990年代之后，传统的速记技术逐渐被录音和计算机技术所取代。

## 歷史
最早的速记大约起源于古希腊，普遍认为是写作古希腊哲学家苏格拉底传记的历史学家色诺芬是最早使用速记的人。速记在罗马帝国时受到普遍的应用，公元63年，泰若设计编纂了一套泰若速记符号词典，以记录拉丁语言。后来许多人使用自己的方法进行速记，莎士比亚和蕭伯納都是使用速记法撰写剧本的，可以快速记录自己的灵感。
1588年，布莱特发明了英文速记法，基本继承了泰若的方式，用直线、半圆和圆圈等符号记录英文单词。1837年艾萨克·皮特曼(Pitman，又譯“必文”)创造了一套新的英文速记系统“超速记法”，以正圆和正米字形框架为基础，并带到了美国。1888年，约翰·罗伯特·格雷格发明了一种“细线表音速记法”，以椭圆和斜米字框架为基础，写的更快，成为在美国最流行的速记法，大约90%教速记的学校都采用这种方法。
1896年蔡锡勇按照汉字的拼音编写了《传音快字》，本来是作为汉字文字改革方案，是中国最早的速记法。1912年其子蔡璋出版了《中国速记学》，基本原则和“细线表音速记法”一样，是以椭圆和斜米字方位框架为基础，以汉语声母、韵母为基本单元设计的，用不同角度的斜线、椭圆和半圆代表各种复合的声母、韵母，是中国最早的速记著作。后来出现的各种汉字速记法基本以此为根据。

## 現況
世界其他国家都有自己的语言速记法，前苏联索柯洛夫编写了《苏联国家统一式速记法》，基本以斜线为主，以俄文字母为基础。此外德国、法国等其他国家都有自己语言的速记法。
现代社会由于快速打字机和录音机的发明，速记法开始逐渐退出应用领域，只是有人记日记或某些备忘录时以及記者採訪時还偶尔应用，很少有人再继续学习速记法。但目前由于手机发短信和网上聊天的需要，又出现一种打字速记，即用各种缩略语代表单词，汉语中的网上略语也可以说是一种约定俗成的速记法。